# Patrick Guinand
Patrick Guinand (* 24. März 1947 in Lyon) ist ein französischer Schauspiel- und Opernregisseur.

## Biografie
Patrick Guinand schloss an der Université de Bourgogne in Dijon 1969 das Studium der Wirtschaftswissenschaft (Makroökonomie) mit der Licence, 1971 das der Literaturwissenschaft mit der Maîtrise der Neuen Philologie (Lettres Modernes) ab. Von 1965 bis 1970 war er Hauptdarsteller der Universitäts-Theatergruppe und zeigte dort seine ersten Inszenierungen. Es folgten Engagements als Schauspieler am Théâtre de Bourgogne in Beaune und Dijon sowie am Théâtre National de Strasbourg.
1972 gründete Patrick Guinand in Paris seine eigene Theatergruppe Le Théâtre du Double. Nachdem er mit Roger Blin in Paris, Straßburg und im Libanon gearbeitet hatte, fasste er den Entschluss, fortan Regie zu führen. 1975 inszenierte er am Pariser Théâtre de la Cité Internationale eine Dramatisierung von Le Supplément au Voyage de Bougainville (Nachtrag zu Bougainvilles Reise) von Denis Diderot. Diese Produktion tourte 1976 durch Großbritannien, 1977 durch Deutschland (u. a. als Gastspiel am Berliner Schillertheater), 1978 durch Kanada und die USA.
1978 wurde Patrick Guinand von Hans Lietzau eingeladen, am Berliner Schillertheater Molières Dom Juan mit Stefan Wigger in der Titelrolle zu inszenieren. 1979 folgte beim Festival International d’Art Lyrique d’Aix-en-Provence seine erste Opernregie: Porporino (eine Bearbeitung des Romans von Dominique Fernandez mit Kompositionen für die Kastraten des 18. Jahrhunderts von Niccolò Jommelli, Tommaso Traetta, Johann Adolph Hasse, Nicola Antonio Porpora, Alessandro Scarlatti, Leonardo Leo und Francesco Durante).
1981 wurde Patrick Guinand zum Intendanten des Jeune Théâtre National in Paris bestellt. Seine Inszenierungen führten ihn an das Théâtre National de l’Odéon, das Centre Georges-Pompidou und die Comédie-Française in Paris, die Oper von Montpellier, das Festival d’Avignon, das Festival Musica in Straßburg.
Ein Treffen mit Thomas Bernhard auf dessen Vierkanthof in Ohlsdorf im Jahr 1985 hatte zur Folge, dass Patrick Guinand den Prosatext Wittgensteins Neffe als Theaterstück auf die Bühne brachte: Le Neveu de Wittgenstein wurde 1991 mit Jean-Marc Bory im Pariser Maison des Arts et de la Culture de Créteil uraufgeführt, die italienische Erstaufführung erfolgte als Il Nipote di Wittgenstein 1992 am Teatro Eliseo in Rom mit Umberto Orsini, die deutschsprachige Erstaufführung fand 2001 mit Toni Böhm am Volkstheater Wien statt.
Am Teatro Eliseo inszenierte Patrick Guinand nach dem Erfolg von Il Nipote di Wittgenstein (Wiederaufnahmen in Modena 2001, Milano 2002, Palermo 2004, Rom 2007 und ca. 250 Vorstellungen in ganz Italien; Premio Ubu 2002, Top Ten 2007 im Corriere della Sera) 1996 die europäische Erstaufführung von Terrence McNallys Master Class (Meisterklasse) mit Rossella Falk als Maria Callas, die anschließend mit 220 Vorstellungen durch Italien tourte.
Patrick Guinand ist international als Regisseur in Frankreich, Deutschland, Italien, Belgien, Norwegen und Österreich tätig und wird immer wieder als Referent und Diskutant zu theaterrelevanten Veranstaltungen eingeladen.

## Inszenierungen
• 1973 La Mort de l’Ange (Der Tod des Engels) nach Ronald Laing, Gilles Deleuze und Felix Guattari im Showroom Cacharel in Paris und beim Festival de Nancy
• 1974 The Lesson of Anatomy (Lehrstunden der Anatomie) mit Texten von Antonin Artaud am Laboratory for Theatrical Research in Cardiff und am Oval House in London
• 1975 Le Supplément au Voyage de Bougainville (Nachtrag zu Bougainvilles Reise) von Denis Diderot am Théâtre de la Cité Internationale / La Resserre in Paris
• 1976 Mémoires secrets pour servir à l’histoire de ce siècle nach dem Roman von Pierre-Jean Rémy am Théâtre de Nanterre-Malakoff
• 1977 Attila von Pierre Corneille am Théâtre de Gennevilliers
• 1978 Dom Juan von Molière am Schillertheater in Berlin
• 1979 Porporino nach dem Roman von Dominique Fernandez mit Musik von Niccolò Jommelli, Tommaso Traetta, Johann Adolph Hasse, Nicola Antonio Porpora, Alessandro Scarlatti, Leonardo Leo und Francesco Durante beim Festival International d’Art Lyrique d’Aix-en-Provence
• 1981 Caligula von Albert Camus am Théâtre National de l’Odéon in Paris
• 1982 Le Chanteur d’opéra (Der Kammersänger) von Frank Wedekind an der Comédie de Paris in Paris, französische Erstaufführung
• 1982 Le Prince de Hombourg (Der Prinz von Homburg) von Heinrich von Kleist am Théâtre National de l’Odéon in Paris
• 1982 Le Naufrage du Titanic (Der Untergang der Titanic) von Hans Magnus Enzensberger im Centre Georges-Pompidou in Paris, französische Erstaufführung
• 1983 Partage von Michel Deutsch am Théâtre National de l’Odéon in Paris
• 1989 Roméo & Juliette von Pascal Dusapin an der Opéra de Montpellier (dann beim Festival d´Avignon, beim Festival Musica/Straßburg, in Frankfurt am Main und Rotterdam), Uraufführung
• 1991 Le Neveu de Wittgenstein (Wittgensteins Neffe) von Thomas Bernhard im Maison des Arts et de la Culture de Créteil in Paris, Uraufführung
• 1991 Die Nibelungen von Friedrich Hebbel am Staatstheater Nürnberg
• 1992 Il Nipote di Wittgenstein (Wittgensteins Neffe) von Thomas Bernhard am Teatro Eliseo in Rom, italienische Erstaufführung
• 1992 Il Misantropo (Der Menschenfeind) von Molière am Teatro Eliseo in Rom
• 1992 Baden-Baden 1927 (Mahagonny Songspiel von Kurt Weill / Hin und zurück von Paul Hindemith / Die Prinzessin auf der Erbse von Ernst Toch / L'Enlèvement d’Europe [Die Entführung der Europa] von Darius Milhaud) am Théâtre de la Place in Liège und am Théâtre National de Belgique in Brüssel
• 1993 Il Mondo della Luna (Die Welt auf dem Mond) von Joseph Haydn am Théâtre de la Place in Liège
• 1993 Dom Juan von Molière am Théâtre de la Place in Liège
• 1994 Tartuffe von Molière am Rogaland Teater in Stavanger (Norwegen)
• 1995 Nuit Tango – Hommage an und mit Cesar Stroscio im Maison de la Culture de Fontenay-Paris
• 1996 Fedra (Phaedra) von Jean Racine am Rogaland Teater in Stavanger (Norwegen)
• 1996 Master Class (Meisterklasse) von Terrence McNally am Teatro Eliseo in Rom, europäische Erstaufführung
• 1996 Tite et Bérénice (Titus und Berenike) von Pierre Corneille an der Comédie-Française in Paris
• 1997 Cyrano von Bergerac von Edmond Rostand am Staatstheater Karlsruhe
• 1998 Kunststücke (Mahagonny Songspiel von Kurt Weill / Hin und zurück von Paul Hindemith / Die Prinzessin auf der Erbse von Ernst Toch / L'Enlèvement d’Europe [Die Entführung der Europa] von Darius Milhaud) am Staatstheater Karlsruhe
• 2000 Roméo et Juliette von Charles Gounod am Staatstheater Karlsruhe
• 2000 Der Wildschütz von Albert Lortzing am Salzburger Landestheater
• 2000 Der Arzt wider Willen (Le Médecin malgré lui) von Molière am Salzburger Landestheater
• 2001 Wittgensteins Neffe von Thomas Bernhard am Volkstheater Wien
• 2001 Dom Juan von Molière bei den Festspielen Bad Hersfeld
• 2002 Namnet (Der Name) von Jon Fosse an der Akademi for Figurteater in Fredrikstad (Norwegen)
• 2002 Am Ziel von Thomas Bernhard am Theater Heilbronn
• 2002 Maß für Maß von William Shakespeare bei den Festspielen Bad Hersfeld
• 2002 Emilia Galotti von Gotthold Ephraim Lessing am Theater Heilbronn
• 2004 Minna von Barnhelm von Gotthold Ephraim Lessing am Anhaltischen Theater in Dessau
• 2004 Der Barbier von Sevilla (Il barbiere di Siviglia) von Gioachino Rossini am Anhaltischen Theater in Dessau
• 2005 Der eingebildete Kranke von Molière am Anhaltischen Theater in Dessau
• 2005 Café littéraire viennois mit Texten von Gustav Klimt, Egon Schiele und Oskar Kokoschka im Musée d’Orsay in Paris
• 2006 Das Käthchen von Heilbronn von Heinrich von Kleist am Anhaltischen Theater in Dessau
• 2006 Fables & Contes (Fabeln & Erzählungen) von Jean de La Fontaine am Théâtre Le Parvis in Tarbes
• 2007 Floh im Ohr (La Puce à l'oreille) von Georges Feydeau am Landestheater Niederbayern
• 2007 Minna von Barnhelm von Gotthold Ephraim Lessing am Landestheater Niederbayern
• 2007 Der einsame Weg von Arthur Schnitzler an den Vereinigten Bühnen Bozen
• 2008 Martha von Friedrich von Flotow am Anhaltischen Theater in Dessau
• 2011 Cyrano von Bergerac von Edmond Rostand am Landestheater Niederbayern
• 2013 Die Dame vom Maxim (La Dame de chez Maxim) von Georges Feydeau bei den Schlossspielen Kobersdorf
• 2015 Der Preis des Monsieur Martin (Le Prix Martin) von Eugène Labiche bei den Schlossspielen Kobersdorf

## Lehrtätigkeit
• 1974 Nancy: Centre Universitaire International de Formation et de Recherche Dramatique / Festival de Nancy (CUIFERD)
• 1975 Paris: Conservatoire National Supérieur d’Art Dramatique de Paris (CNSAD)
• 1991, 1992 Straßburg: Ecole du Théâtre National de Strasbourg (TNS)
• 1990, 1999 St-Etienne: Ecole du Centre Dramatique National de St-Etienne
• 2002 Fredrikstad / Oslo (Norwegen): Akademi for Figurteater

## Leitungsfunktionen
• 1981 – 1983 Intendant des Jeune Théâtre National in Paris
• 1979 – 1988 Vorstandsmitglied des Französischen Intendantenverbands und Bühnenvereins SYNDEAC (Syndicat des Directeurs d’Entreprises Artistiques et Culturelles)
• 1988 – 1991 Präsident des Französischen Intendantenverbands und Bühnenvereins SYNDEAC (Syndicat des Directeurs d’Entreprises Artistiques et Culturelles)
• 1991 – 2002 Initiator, Gründer und Generalsekretär / Präsident des Dramatic Theatre Committee (DTC) des Internationalen Theater Instituts (ITI-UNESCO)
• 1991 Gründermitglied und Chairman von Pearle (Performing Arts Employers Associations League Europe)
• 2003 – 2007 Vize-Präsident der Internationalen-Thomas-Bernhard Gesellschaft (ITBG) in Wien

## Schriften
Guinand, Patrick. „Reisenotiz. 1985.“ Sepp Dreissinger (Hg.). Von einer Katastrophe in die andere. 13 Gespräche mit Thomas Bernhard. Bibliothek der Provinz: Weitra, 1992.
Guinand, Patrick. „Aus Gullivers Sicht“. Die Deutsche Bühne. Dezember, 1993.
Guinand, Patrick. „Der Blick von außen: Theater in anderen Ländern und die deutsche Theaterlandschaft.“ Hans-Peter Burmeister (Hg). Was soll das Theater? 39. Kulturpolitisches Kolloquium. (= Loccumer Protokolle 8 / 95). Rehburg-Loccum: Evangelische Akademie Loccum, 1996.
Guinand, Patrick: „Jenseits der Eventkultur. Neue Perspektiven für die darstellenden Künste im beginnenden Jahrhundert.“ Brücken in die Zukunft – Museen, Musik und darstellende Künste im 21. Jahrhundert. Sinclair-Haus-Gespräche 18. Bad Homburg: Herbert Quandt Stiftung, 2002. (siehe Einzelnachweise)
Patrick Guinand im Gespräch mit Wolfgang J. Ruf. „Ohne einen guten Probenplan läuft nichts im deutschen Theater.“ Bernd Wagner (Hg.). Jahrbuch für Kulturpolitik. Klartext-Verlagsgesellschaft: Bonn – Essen, 2004.
Guinand, Patrick. „Zehn Minuten mit Bernhard.“ Was reden die Leute. 58 Begegnungen mit Thomas Bernhard. Aufgezeichnet von Sepp Dreissinger. Müry Salzmann: Salzburg – Wien, 2011.
Guinand, Patrick. "Fünf Essays zu Eugène Labiche und Le Prix Martin", 2015.
Guinand, Patrick.